# Sarah Graves
Pour les articles homonymes, voir Graves.
Sarah Graves, nom de plume de Mary Squibb, née en 1951, est une romancière américaine, auteure de roman policier.

## Biographie
En 1998, Sarah Graves publie son premier roman, The Dead Cat Bounce, premier volume d'une série Home Repair is Homicide Mystery, mettant en scène Jacobia "Jake" Tiptree et son amie Ellie White alors qu'ils résolvent des meurtres à Eastport, dans le Maine.
Cette série a fait l'objet d'articles dans le New York Times et dans USA Today.
En 2015, la deuxième série Lizzie Snow Mystery ayant pour héros Lizzie Snow, ex-détective homicide de Boston mutée à Bearkill, dans le Maine.
La série Death by Chocolate Mystery débutée en 2018 est une série dérivée de Home Repair is Homicide Mystery.

## Œuvre

### Romans

#### SérieHome Repair is Homicide Mystery
1. The Dead Cat Bounce (1998)
2. Triple Witch (1999)
3. Wicked Fix (2000)
4. Repair to Her Grave (2001)
5. Wreck the Halls (2001)
6. Unhinged (2003)
7. Mallets Aforethought (2004)
8. Tool and Die (2004)
9. Nail Biter (2005)
10. Trap Door (2006)
11. The Book of Old Houses (2007)
12. A Face at the Window (2008)
13. Crawlspace (2009)
14. Knockdown (2011)
15. Dead Level (2012)
16. A Bat in the Belfry (2013)

#### SérieLizzie Snow Mystery
- Winter at the Door (2015)
- The Girls She Left Behind (2016)

#### SérieDeath by Chocolate Mystery
- Death by Chocolate Cherry Cheesecake (2018)
- Death by Chocolate Malted Milkshake (2019)
- Death by Chocolate Frosted Doughnut (2020)
- Death by Chocolate Snickerdoodle (2021)